# Rancennes
Rancennes település Franciaországban, Ardennes megyében. Lakosainak száma 707 fő (2022. január 1.). Rancennes Charnois, Chooz, Fromelennes és Givet községekkel határos.

## Népesség
A település népessége az elmúlt években az alábbi módon változott:
| Lakosok száma | 437  | 609  | 1001 | 725  | 721  | 717  | 719  | 723  | 720  | 707  |
|               | 1968 | 1982 | 1990 | 2006 | 2013 | 2015 | 2017 | 2019 | 2020 | 2022 |